# KUAR-FM
Koordinaten: 34° 43′ 12″ N, 92° 20′ 31,7″ W
KUAR-FM (auch UALR-Public Radio) ist ein öffentlicher US-amerikanischer Hörfunksender in Little Rock im US-Bundesstaat Arkansas. Er wird betrieben von der University of Arkansas at Little Rock, Geschäftsführer ist Ben Fry. KUAR-FM kann auf der UKW-Frequenz 89,1 MHz empfangen werden.

## Programm
KUAR übernimmt die News Schiene von NPR und hat einen starken Bezug zu Nachrichten und Kultur aus Arkansas. Nachts werden Jazz Programme gesendet.

## Geschichte
KUAR-FM ging 1986 als Satelliten-Station der NPR-Station KLRE-FM (UKW 90.5) auf Sendung. KLRE sendete seit 1973 und gehörte dem Little Rock School District. 1988 übernahm KUAR-FM die gesamte NPR news and talk Schiene und KLRE sendete nur noch Klassische Musik.